# Лейк (округ, Флорида)
Лейк (англ. Lake county) — округ штата Флорида Соединённых Штатов Америки. На 2000 год в нем проживало 210 528 человек. По оценке бюро переписи населения США в 2008 году население округа составляло 307 243 человек. Окружным центром является город Таварес.

## История
Округ Лейк был сформирован в 1887 году из частей округов Самтер и Ориндж. Своим названием он обязан многочисленным озерам, расположенным на его территории (англ. lake — озеро). В границах округа находится примерно 1400 озер, имеющих название.
Также на территории округа Лейк расположена гора Шугарлоаф, наивысшая точка (95 м над уровнем моря) полуострова Флориды.